# 阿羅哈航空243號班機事故

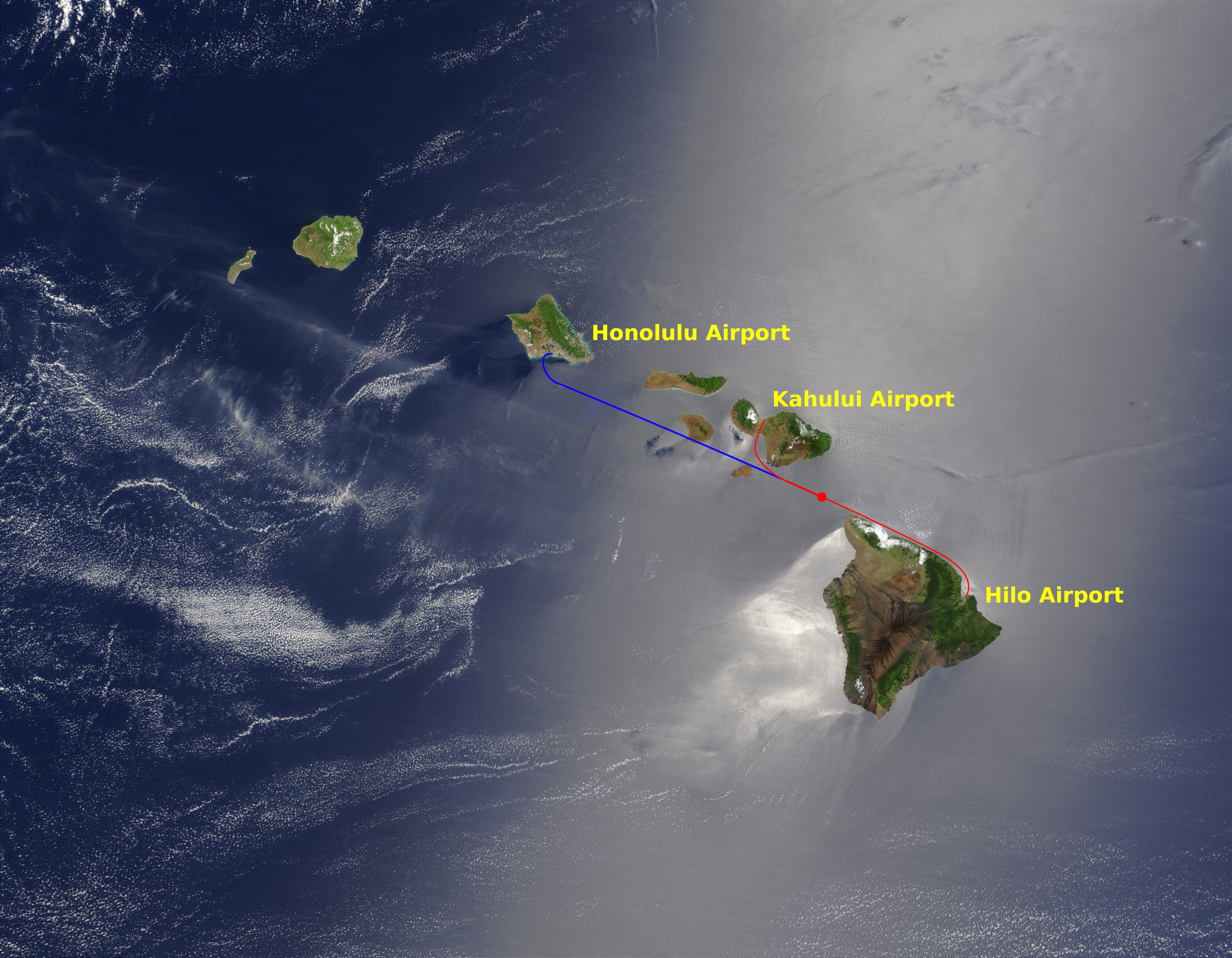
涉事航班的预计飞行路线和实际飞行路线

阿羅哈航空243號班機是一班來往夏威夷的希洛和檀香山定期航班，使用波音737-200型客機飛行。1988年4月28日，飛機在飛行途中發生爆裂性失壓事故，約頭等艙部位的上半部外殼完全破損，機頭與機身隨時有解體的危險，但10多分鐘後奇蹟地在茂宜島的卡富魯伊機場安全迫降。事件中，一名空服员被吸出機艙外而死亡，而其餘生还者中有65名機組人員及乘客受伤，其中8人重伤。
由於航機在不可思議的狀態下飛行並且成功著陸，富具戲劇性，後拍攝為電視電影《九霄驚魂》。

## 事件經過
1988年4月28日，注册号为N73711的波音737-200飞机在當地時間13:25從夏威夷希洛國際機場起飛，前往檀香山。飛機載有89名乘客和6名機組人員，在起飛和爬升時並沒有異樣。
大約在13:48，飛機爬升至巡航高度24,000呎（7,300米），距離卡富魯伊東南偏南23海哩（43公里）處時，機體前端左邊一小塊天花板爆裂，機艙瞬間失壓，導致由駕駛室後方一直到機翼附近的一大塊機艙天花板撕裂而脫離機體。
在瞬間失壓當時，座艙長克拉贝尔·蘭辛（Clarabelle Lansing）站在飛機第5排座位的通道上，正回收乘客的杯子。由於她没有以任何方式被固定在机舱内，因此被強烈氣流吸出機體而死亡。根據乘客的描述，蘭辛被氣流扯進機體的破洞，然後再被吸出機艙外。
航機的內部雖然設計了網狀的可控制範圍機身破裂區（controlled area breakaway zones），目的是在飛機不幸發生破裂時至少能將破裂範圍控制住，儘量保持機體完整。不過當時飛機的機齡已經十分高，再加上機身嚴重鏽蝕的情況下，令鉚釘的壓力增加至不能承受的水平，以致第一塊控制區損毀後，反而造成更大範圍的損毀。
空服員米雪兒·本田（Michelle Honda）當時站在第15和16排之間。事發當時，她被猛烈地拋向機艙地板。之後，她爬起來並走到機艙前排位置，協助安撫受驚乘客。另一位空服員珍·佐藤-富田（Jane Sato-Tomita）當時站在機艙前排，比兰辛更靠前的的位置，她遭脫落的殘骸擊中而受傷，並同樣地被向后拋到地板上，她在其他乘客的緊握下没有被吸出飞机，最后保住性命。
當時副機師馬德林·湯普金斯（Madeline Tompkins）的頭部被向後扯，她看見機艙和駕駛艙好像已經分離。機長羅拔·舜施泰莫（Robert Schornstheimer）向後望，原本應該是頭等艙的天花板處卻看見天空。湯普金斯立即聯絡卡富魯伊機場，並要求緊急降落。 
在进近过程中，1号发动机失效，飞行员尝试重启发动机但未果。在放下起落架时，指示前起落架放下的灯并未亮起，飞行员因此并不确定起落架是否正确放下。
尽管如此，飛機仍在當地時間13:58，事故发生大约13分钟后安全降落在卡胡卢伊机场02跑道。事件中，65名乘客受傷，8人重傷，客機機體嚴重損毀。奇蹟的是，這次事件只有一人死亡，其餘乘客全部生還。

## 調查
美國國家運輸安全委員會（NTSB）在事件後展開全面調查。最後總結事故是由裂縫氧化導致金屬疲勞引起 （飛機經常在帶鹽水的空氣環境下操作）。最根本的原因在於黏合鋁片的鋁片黏合劑失去效用，而這個問題早在飛機製造時已經出現。當黏合劑失去效用時，水份就能進入機體空隙，繼而開始氧化。因為氧化的部份體積比下層的金屬大，兩片金屬片被迫分離，令該處的鉚釘承受額外的壓力。同時，機齡也是造成此事故的關鍵因素。當時客機已使用了19年，總飛行次數（起降循环）為89,090次，超過設計時所預計的75,000次起降循环寿命（而实际上大部分同型号客机仅服役至4万次左右就被退役）。結果，當時所有美國各大航空公司都決定淘汰老舊的客機，並規定飛機在特定機齡必須接受額外的維修檢驗，以防事件重演。
根據美國國家交通安全局的官方報告，一名乘客吉兒·山本（Gayle Yamamoto）在登機時已發覺機身有裂痕，認為可能構成危險，但並沒有告知任何人。裂痕的位置位於登機門附近，此裂痕很可能就是飛機經過89,090次起降循环所造成的金屬疲勞，因该飞机执飞的航線都是短程航線，一天往返多次，而當時在全球的737客機中，該機的飛行次數名列第二（第一亦为阿罗哈运营的飞机）。
後來，美國眾議院在1988年通過飛行安全研究法案（Aviation Safety Research Act），這法案提供更嚴謹的研究，來斷定將來空難的可能原因，以避免類似事件重演。

## 事故后续
因為涉事飞机的機體嚴重毀損無法修復，故在事故后由卡富魯伊當地的金屬回收人員解体報廢。而其中一條安全帶，和一批飛機在解体場拍攝回來的相片，現在存放於茂宜島上的紙飛機博物館（Paper Airplane Museum）。
事件中的兩名機師後來繼續在航空公司工作，當時的機長羅伯特·舜施泰莫在2005年8月退休，而當時的副機長馬德林·湯普金斯其後升任機長，並服務阿羅哈航空直至該公司於2008年結業為止。
事故中唯一的遇难者，空服员克拉贝尔·兰辛的遗体从未被寻获。在1996年，以她的名字命名的“蘭辛紀念公園”在檀香山國際機場落成，該公園鄰近阿羅哈航空的登機門。

## 相关影视
電視電影《九霄驚魂》就是根據這次事件拍攝而成。
國家地理頻道紀錄片系列《空中浩劫》（Air Crash Investigation）第3季第1集Hanging by a Thread（生死一線間）也回顧了這次事件，片中訪問了一些生還者，和模擬事發經過。

## 外部連結
- 互联网电影数据库（IMDb）上《九霄驚魂》的资料（英文）
- 九霄驚魂的回顧 （页面存档备份，存于）
- 紙飛機博物館 （页面存档备份，存于） 客機部份最後安放的地方
- 意外前的相片 （页面存档备份，存于）